# Таль, Идан
Идан Таль (ивр. עידן טל‎; 13 октября 1975 год, Петах-Тиква, Израиль) — израильский футболист и тренер. В качестве игрока выступал на позиции полузащитника. Воспитанник иерусалимского «Хапоэля». Играл за ряд клубов, в том числе за английские команды «Эвертон» и «Болтон Уондерерс». В составе сборной Израиля провёл 69 матчей в период с 1998 по 2007 год.
В 2013 году в течение пяти месяцев был главным тренером «Хапоэля» из Иерусалима.

## Карьера
Идан Таль воспитанник иерусалимского клуба «Хапоэль». В чемпионате Израиля он впервые сыграл 24 августа 1996 года в матче против «Хапоэля» из Петах-Тиквы. Встреча завершилась крупным гостевым поражением его команды со счётом 3:0. В начале сентября Таль принял участие ещё в одном матче, а затем перешёл в клуб «Маккаби» из Петах-Тиквы.
В составе клуба дебютировал 21 сентября во встрече с «Хапоэлем» из Тайбе, выйдя на замену во втором тайме. В дебютном сезоне в «Маккаби» он сыграл в чемпионате 27 матчей и отметился одним забитым голом.
В 2003 году Идан Таль перешёл в «Маккаби» (Хайфа) после того, как провёл несколько лет в Европе, выступая за «Эвертон» из Англии и «Райо Вальекано» из Испании. С 2007 года выступал за клуб «Бейтар» (Иерусалим).
С 1998 по 2007 годы регулярно попадал в состав сборной Израиля.

## Достижения
- Чемпион Израиля (4): 2003/04, 2004/05, 2005/06, 2007/08
- Обладатель Кубка Израиля (3): 1998/99, 2007/08, 2008/09
- Обладатель Кубка Тото (2): 2005/06, 2009/10
- Футболист года в Израиле: 2005[8]